# Mistrzostwa Świata w Zapasach 1971
Mistrzostwa Świata w Zapasach 1971 odbyły się w mieście Sofia (Bułgaria).

## Tabela medalowa
| Lp. | Państwo           |   |   |   | Razem |
| --- | ----------------- | - | - | - | ----- |
| 1   | ZSRR              | 9 | 3 | 1 | 13    |
| 2   | Bułgaria          | 4 | 4 | 6 | 10    |
| 3   | Iran              | 2 | 1 | 1 | 4     |
| 4   | Stany Zjednoczone | 1 | 1 | 1 | 3     |
| 5   | Jugosławia        | 1 | 1 | 0 | 2     |
| 6   | Japonia           | 1 | 0 | 3 | 4     |
| 7   | Węgry             | 1 | 0 | 2 | 3     |
| 8   | Szwecja           | 1 | 0 | 0 | 1     |
| 9   | Rumunia           | 0 | 3 | 1 | 4     |
| 10  | NRD               | 0 | 2 | 1 | 3     |
|     | Mongolia          | 0 | 2 | 1 | 3     |
|     | Polska            | 0 | 2 | 1 | 3     |
| 13  | Turcja            | 0 | 1 | 0 | 1     |
| 14  | Czechosłowacja    | 0 | 0 | 1 | 1     |
|     | Grecja            | 0 | 0 | 1 | 1     |

## Medale

### Mężczyźni

#### Styl wolny
| Konkurencja |                     |                            |                       |
| ----------- | ------------------- | -------------------------- | --------------------- |
| 48 kg       | Ebrahim Dżawadi     | Badzarragczaagijn Dżamsran | Ognjan Nikołow        |
| 52 kg       | Mohammad Ghorbani   | Baju Baew                  | Nasrula Nasrulaiew    |
| 57 kg       | Hideaki Yanagida    | Don Behm                   | Megdijn Chojlogdordż  |
| 62 kg       | Zagaław Abdułbiekow | Szamseddin Sejjed Abbasi   | Kiyoshi Abe           |
| 68 kg       | Dan Gable           | Wasilij Kazakow            | Ismaił Juseinow       |
| 74 kg       | Jurij Gusow         | Ludovic Ambruș             | Mohammad Farhangdoust |
| 82 kg       | Lewan Tediaszwili   | Horst Stottmeister         | Vasile Iorga          |
| 90 kg       | Rusi Petrow         | Paweł Kurczewski           | Russ Hellickson       |
| 100 kg      | Szota Lomidze       | Chorloogijn Bajanmönch     | Wasił Todorow         |
| +100 kg     | Aleksandr Miedwied  | Osman Duralijew            | Stanisław Makowiecki  |

#### Styl klasyczny
| Konkurencja |                   |                     |                     |
| ----------- | ----------------- | ------------------- | ------------------- |
| 48 kg       | Władimir Zubkow   | Hızır Sarı          | Stefan Angełow      |
| 52 kg       | Petyr Kirow       | Gheorghe Stoiciu    | József Doncsecz     |
| 57 kg       | Rustem Kazakow    | Christo Trajkow     | János Varga         |
| 62 kg       | Georgi Myrkow     | Kazimierz Lipień    | Hideo Fujimoto      |
| 68 kg       | Sreten Damjanović | Klaus-Peter Göpfert | Takashi Tanoue      |
| 74 kg       | Wiktor Igumenow   | Momir Kecman        | Petros Galaktopulos |
| 82 kg       | Csaba Hegedűs     | Anatolij Nazarenko  | Kirił Dimitrow      |
| 90 kg       | Walerij Riezancew | Stojan Nikołow      | Lothar Metz         |
| 100 kg      | Per Svensson      | Nicolae Martinescu  | Marin Kolew         |
| +100 kg     | Aleksander Tomow  | Anatolij Roszczin   | Petr Kment          |